# Loch Nevis
Le loch Nevis est un loch de mer situé sur la côte ouest de l'Écosse.

## Géographie

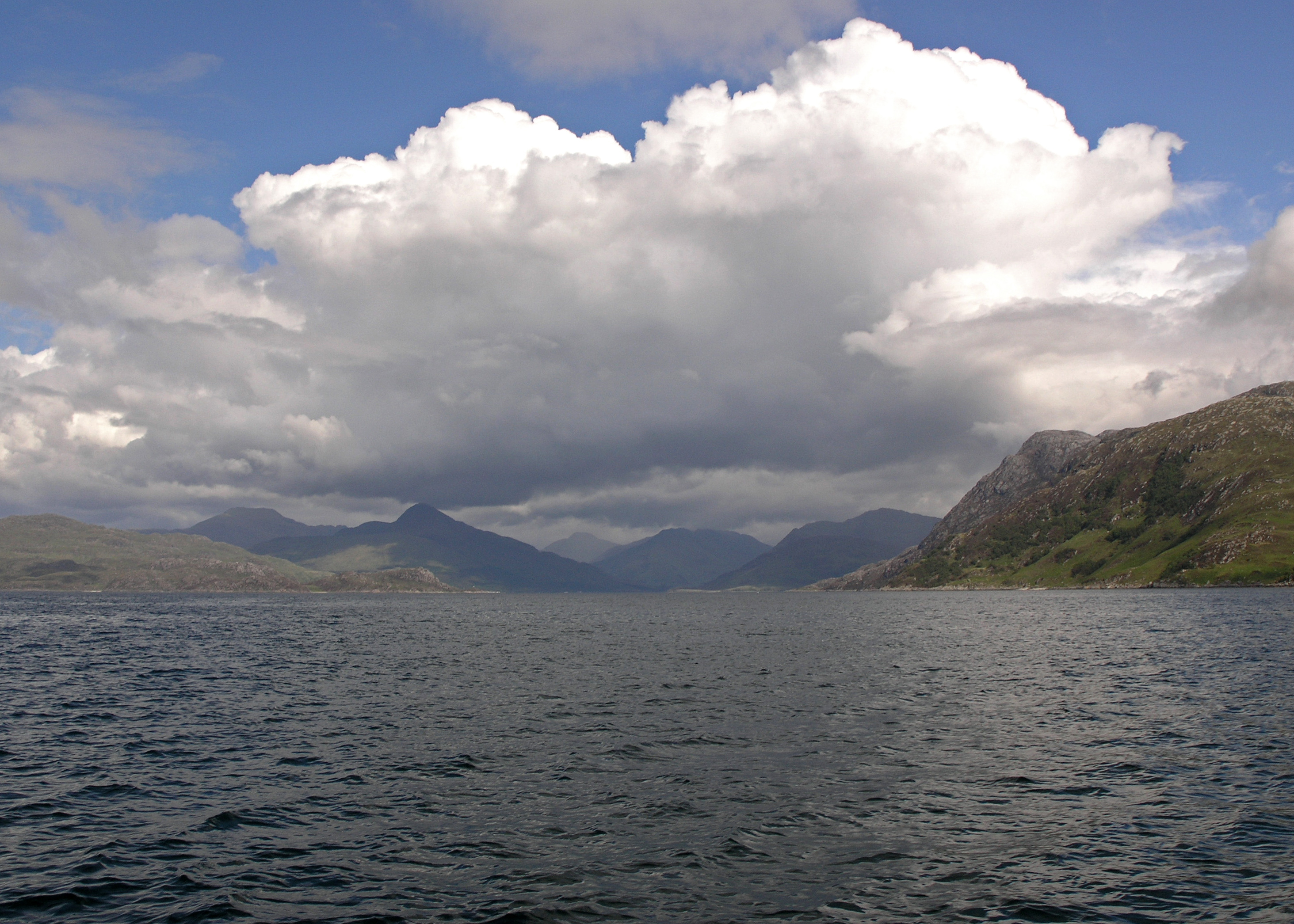
Le loch Nevis et la péninsule de Knoydart.

Le loch Nevis s'ouvre dans le détroit de Sleat, bras de mer séparant l'île de Skye de la terre. Il s'enfonce entre la péninsule de Knoydart, au nord, et celle de North Morar au sud.

## Trafic maritime
Un petit ferry de passagers traverse le loch Nevis, reliant la ville de Mallaig au village d'Inverie à Knoydart ainsi qu'au hameau de Tarbet.
L'un des ferries de la compagnie Caledonian MacBrayne, le MV Lochnevis, qui relie les Small Isles à Mallaig, a été baptisé d'après le loch.

## Économie
Le loch Nevis abrite plusieurs fermes de pisciculture qui se consacrent à l'élevage du saumon d'Écosse. En mai 1998, elles ont été les premières à souffrir de l'épidémie d'anémie infectieuse du saumon en Écosse.